# Украинский историк (журнал)
«Украинский историк» (укр. Український історик) — украинский исторический журнал, издаваемый украинской диаспорой с 1963 года.

## История
Первоначально в 1963—1964 годы издавался как бюллетень Исторической комиссии «Зарево». С 1965 года стал издаваться ежеквартально Украинским Историческим Товариществом (основанный в том же году). Главным редактором являлся с самого начала выхода издания до 2017 года Любомир Вынар.
Статьи в журнале публиковали Н. Д. Полонская-Василенко, А. П. Оглоблин, И. П. Крипякевич, Н. Г. Андрусяк, М. Ю. Брайчевский, О. И. Прицак, Т. Г. Гунчак, Я. И. Грицак и др. Отдельные выпуски и разделы посвящались исследованию биографии и работ И. С. Мазепы, Т. Г. Шевченка, В. Б. Антоновича, М. С. Грушевского.
В журнале издаются архивные, археологические, геральдические, генеалогические, библиографические, литературоведческие и другие материалы, исторические источники и исследования, связанные с украиноведением, в частности, по истории Украинской Церкви, голода на Украине, Волыни, украинской эмиграции и так далее.